# Adam Dobrzański
Adam Dobrzański (30 listopada 1884, zm. ?) – podpułkownik żandarmerii Wojska Polskiego.

## Życiorys
Adam Dobrzański urodził się 30 listopada 1884 roku. W latach 1912–1913 wziął udział w mobilizacji sił zbrojnych Monarchii Austro-Węgierskiej, wprowadzonej w związku z wojną na Bałkanach. W czasie I wojny światowej walczył w szeregach c. k. Obrony Krajowej. Na stopień kapitana został mianowany ze starszeństwem z 1 lipca 1915 roku. W 1917 roku jego oddziałem macierzystym był Pułk Strzelców Nr 33.
30 lipca 1920 roku został zatwierdzony z dniem 1 kwietnia 1920 roku w stopniu majora, w korpusie żandarmerii, w grupie oficerów byłej armii austro-węgierskiej. Pełnił wówczas służbę na stanowisku dowódcy szwadronu zapasowego Dywizjonu Żandarmerii Wojskowej Nr VI we Lwowie. 1 czerwca 1921 roku nadal pełnił służbę w Dywizjonie Żandarmerii Wojskowej Nr VI. Od 5 grudnia 1921 roku był dowódcą 9 Dywizjonu Żandarmerii w Brześciu. 3 maja 1922 roku został zweryfikowany w stopniu majora ze starszeństwem z dniem 1 czerwca 1919 roku i 3. lokatą w korpusie oficerów żandarmerii. 31 marca 1924 roku został awansowany na podpułkownika ze starszeństwem z dniem 1 lipca 1923 roku i 3. lokatą w korpusie oficerów żandarmerii. 29 stycznia 1927 roku został zwolniony z zajmowanego stanowiska z równoczesnym przeniesieniem służbowym do Powiatowej Komendy Uzupełnień Miechów na okres sześciu miesięcy celem odbycia praktyki. 17 marca tego roku został przeniesiony do kadry oficerów żandarmerii z pozostawieniem na przeniesieniu służbowym w PKU Miechów. 22 lipca 1927 roku został przydzielony do PKU Miechów na stanowisko komendanta. 31 października 1927 roku został przeniesiony z korpusu oficerów żandarmerii do korpusu oficerów piechoty w stopniu podpułkownika ze starszeństwem z dniem 1 lipca 1923 roku i 87,01 lokatą z jednoczesnym przeniesieniem do kadry oficerów piechoty i pozostawieniem na dotychczasowym stanowisku w PKU Miechów. 31 marca 1930 roku został przeniesiony do Powiatowej Komendy Uzupełnień Jarosław na stanowisko komendanta. Z dniem 30 listopada 1932 roku został przeniesiony w stan spoczynku. W 1934 roku pozostawał w ewidencji PKU Jarosław. Posiadał przydział do Oficerskiej Kadry Okręgowej Nr X. Był wówczas „przewidziany do użycia w czasie wojny”.

## Ordery i odznaczenia
- Krzyż Zasługi Wojskowej 3 klasy z dekoracją wojenną i mieczami[2]
- Signum Laudis Srebrny Medal Zasługi Wojskowej z mieczami na wstążce Krzyża Zasługi Wojskowej po raz pierwszy i po raz drugi[2]
- Signum Laudis Brązowy Medal Zasługi Wojskowej z mieczami na wstążce Krzyża Zasługi Wojskowej[2]
- Krzyż Jubileuszowy Wojskowy[2]
- Krzyż Pamiątkowy Mobilizacji 1912–1913[2]